# Elijah Krahn
Elijah Krahn (ur. 24 sierpnia 2003 w Hamburgu) – niemiecki piłkarz grający na pozycji pomocnika w HSV. 

## Kariera klubowa

### Hamburger SV
6 lutego 2022 zadebiutował w seniorskiej drużynie Hamburgera SV w meczu z Darmstadt 98.

## Statystyki kariery

### Klubowe
(aktualne na dzień 16 sierpnia 2022)
| Klub               | Sezon              | Liga               | Liga  | Liga   | Puchar kraju | Puchar kraju | Europa | Europa | Inne  | Inne   | Suma  | Suma   |
| Klub               | Sezon              | Liga               | Mecze | Bramki | Mecze        | Bramki       | Mecze  | Bramki | Mecze | Bramki | Mecze | Bramki |
| ------------------ | ------------------ | ------------------ | ----- | ------ | ------------ | ------------ | ------ | ------ | ----- | ------ | ----- | ------ |
| HSV II             | 2020/21            | Regionalliga       | 3     | 0      | —            | —            | —      | —      | —     | —      | 3     | 0      |
| HSV II             | 2021/22            | Regionalliga       | 2     | 0      | —            | —            | —      | —      | —     | —      | 2     | 0      |
| HSV II             | Łącznie            | Łącznie            | 5     | 0      | 0            | 0            | 0      | 0      | 0     | 0      | 5     | 0      |
| HSV                | 2021/22            | 2. Bundesliga      | 1     | 0      | 0            | 0            | —      | —      | —     | —      | 1     | 0      |
| HSV                | 2022/23            | 2. Bundesliga      | 0     | 0      | 0            | 0            | —      | —      | —     | —      | 0     | 0      |
| HSV                | Łącznie            | Łącznie            | 1     | 0      | 0            | 0            | 0      | 0      | 0     | 0      | 1     | 0      |
| Łącznie w karierze | Łącznie w karierze | Łącznie w karierze | 6     | 0      | 0            | 0            | 0      | 0      | 0     | 0      | 6     | 0      |